# Земская почта Бузулукского уезда
Зе́мская по́чта Бузулу́кского уе́зда — земская почта, организованная земской управой Бузулукского уезда Самарской губернии. Существовала с 1867 года. В уезде выпускались собственные земские марки.

## История почты
Бузулукская уездная земская почта была открыта в 1867 году. Пересылка почтовых отправлений осуществлялась из уездного центра (города Бузулука) в 49 волостных правлений дважды в неделю. Пересылка частных почтовых отправлений была платной.
С 1 января 1871 года уездная земская почта стала принимать денежные письма. В 1876 году для оплаты доставки частных почтовых отправлений были введены земские почтовые марки и начался приём частных посылок.

## Выпуски марок
Используемые для оплаты частных почтовых отправлений с 1876 года земские марки имели номинал 3 копейки и печатались в частных литографиях.
У марок выпуска 1889—1908 годов зубцовка была выполнена на швейной машине.
С 1907 года на всех выпускаемых марках был изображён герб Бузулукского уезда.

## Гашение марок
Гашение марок осуществлялось чернилами или карандашом (перечёркиванием) и почтовыми штемпелями круглой или овальной формы.